# Парникові гази

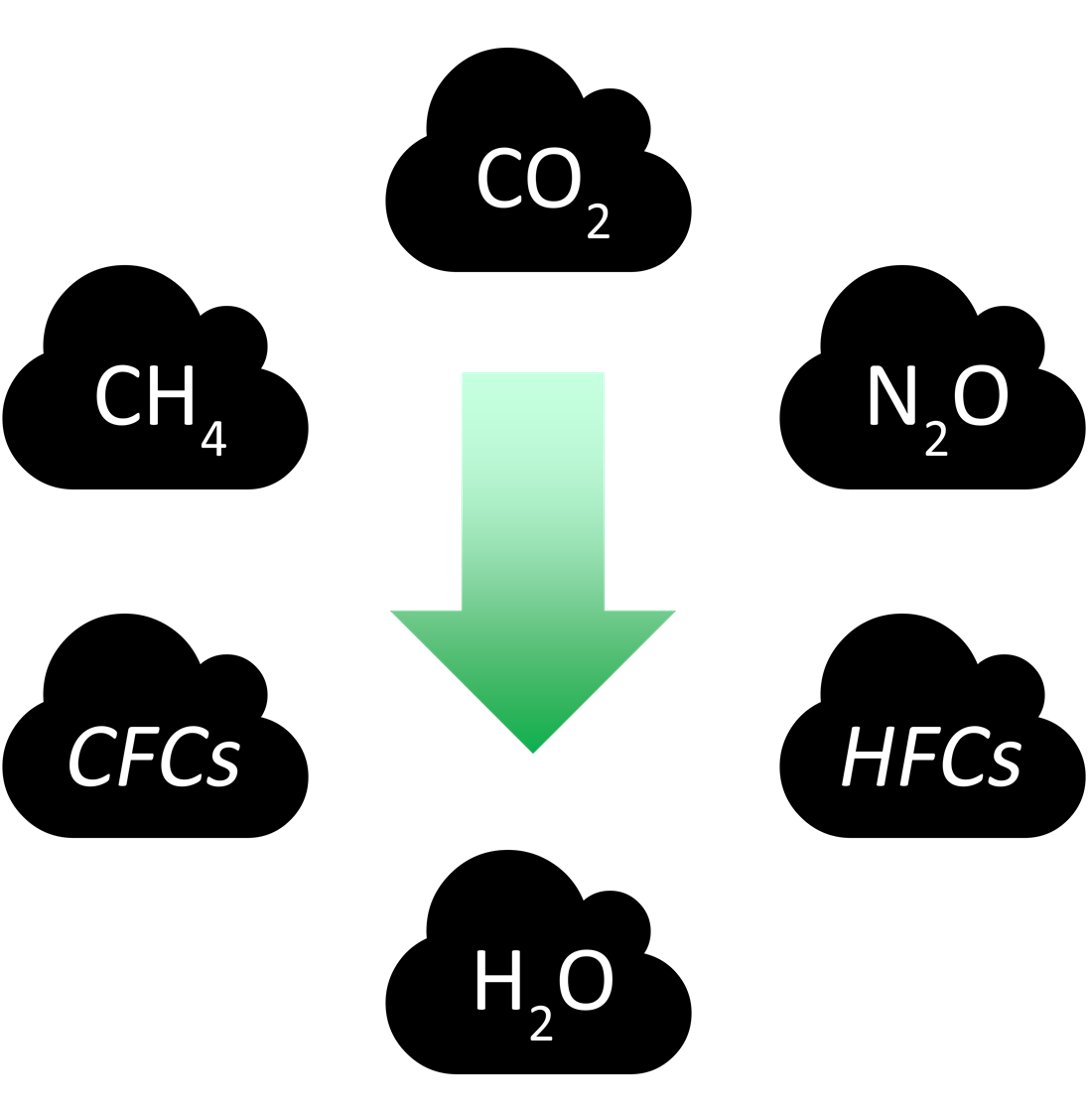
Парникові гази: CO2, CH4, N2O, CFCs, HFCs; пара води

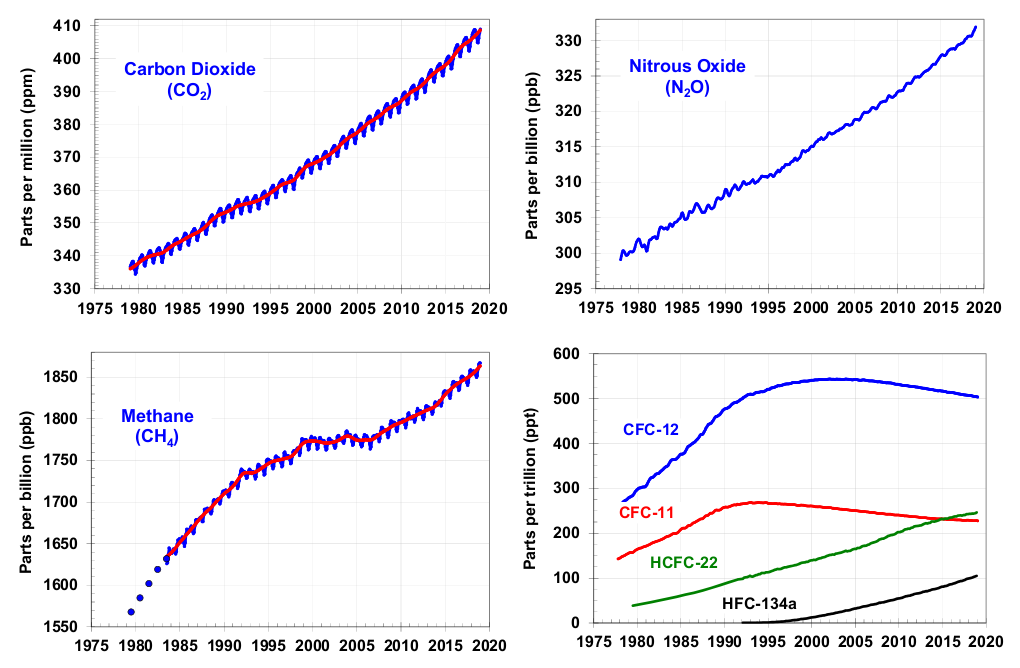
Зміни вмісту парникових газів в атмосфері Землі.

Парнико́вий газ (англ. greenhouse gas) — гази в атмосфері планети, що здатні поглинати теплове випромінювання поверхні планети і хмар (інфрачервона радіація) і відбивати його назад, додатково розігріваючи планетарну атмосферу.

Глобальні викиди парникових газів за джерелами газу, виміряні в тоннах еквівалента вуглекислого газу (т CO₂e). (1970—2012)

До основних парникових газів в атмосфері Землі відносяться:
- пари води (H2O),
- вуглекислий газ (CO2),
- закис азоту (N2O),
- метан (CH4),
- озон (O3),
- фторовані гази (F-гази): хлорфторвуглеводні, гідрофторвуглеводні, перфторвуглеводні, гексафторид сірки (SF6), трифторид азоту (NF3)[1].

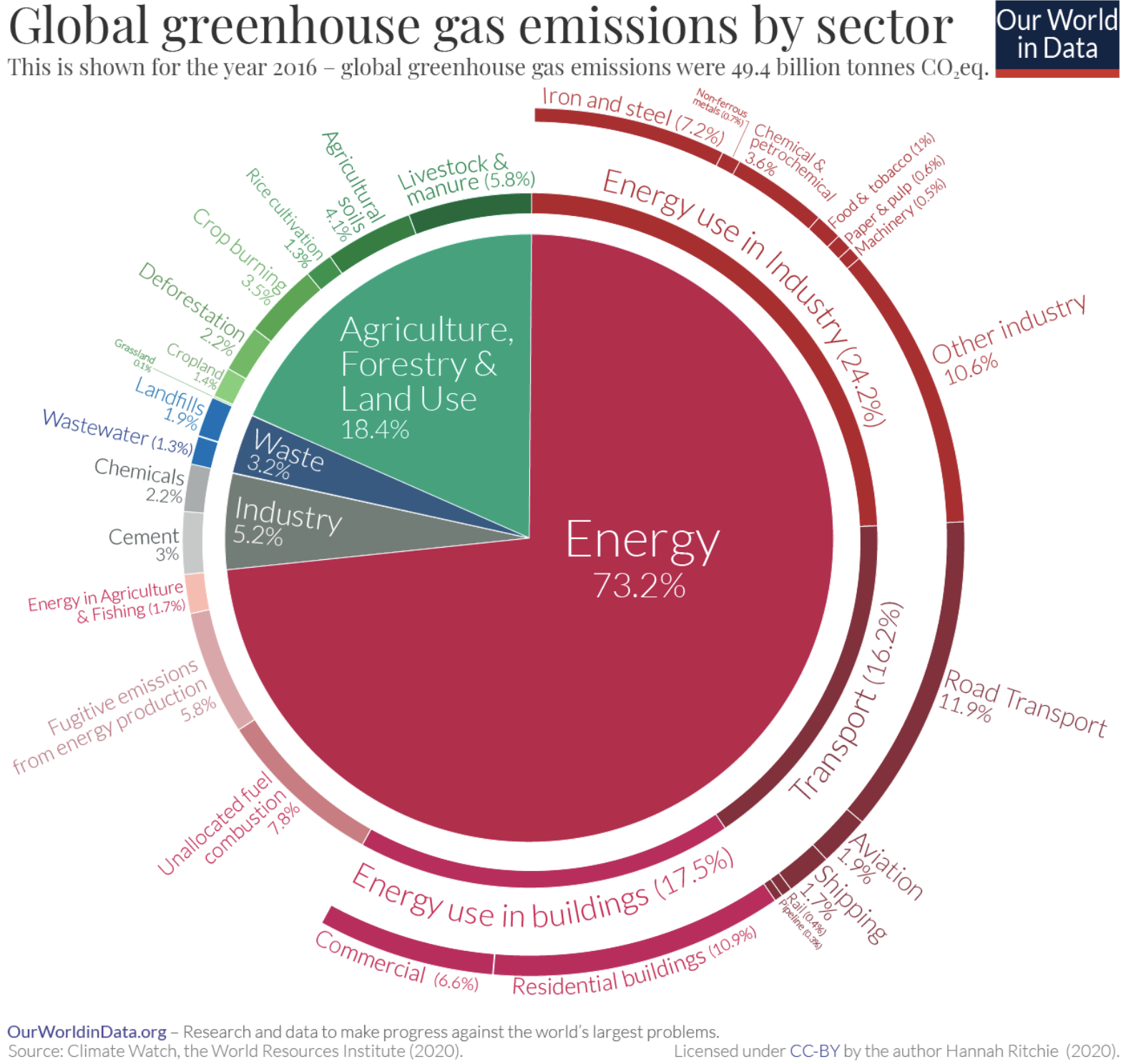
Глобальні викиди парникових газів за секторами економіки (2016)

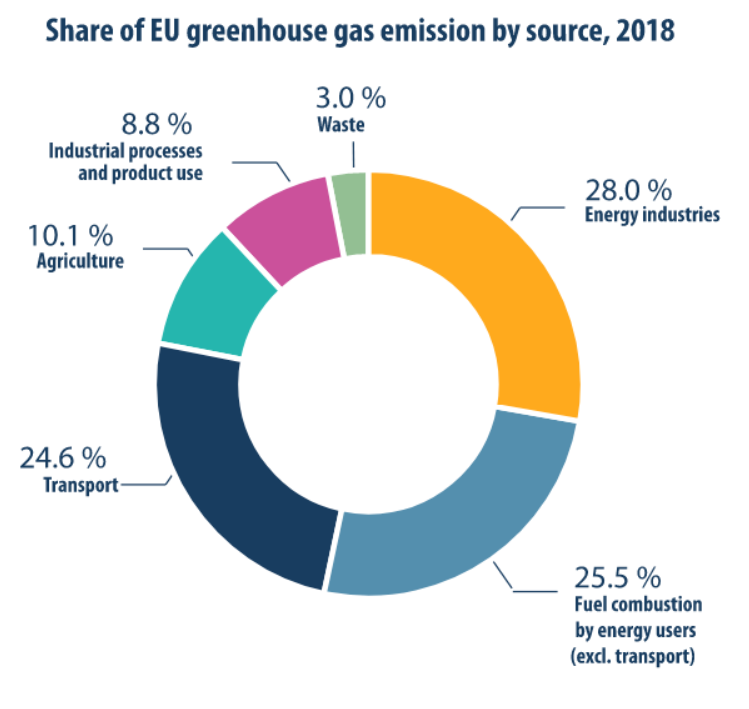
Викиди парникових газів в атмосферу за джерелами викидів (ЄС, 2018 рік)

Найбільшу роль у надмірному парниковому ефекті на Землі відіграє водяна пара, вміст якої в атмосфері становить близько 1 % за об'ємом і вуглекислий газ (діоксид вуглецю чи CO2). Концентрація водяної пари безпосередньо не залежить від людської діяльності та змінюється залежно від регіону. Однак діяльність людини опосередковано підвищує глобальну температуру та утворення водяної пари, посилюючи нагрівання в процесі, відомому як зворотний зв'язок водяної пари.
Вуглекислий газ (CO2) — є основним парниковим газом, що виділяється внаслідок діяльності людства і має найбільший вплив на парниковий ефект, спричинений антропогенною діяльністю. Декарбонізація включає комплекс методів направлених на зменшення кількості вуглекислого газу в атмосфері Землі.

## Зміна клімату Землі

Сукупні викиди парникових газів за країнами та регіонами — стовпчикова діаграма (2021)

Викиди парникових газів на душу населення за регіонами (2019)

В останньому звіті Робочої групи МГЕЗК відзначається, що найбільший внесок у зміну клімату вносить вуглекислий газ, потім йдуть метан, галогеноалкани і закис азоту.
Згідно з Додатком А до Кіотського протоколу визначено 6 основних парникових газів, які найбільше впливають на зміну клімату (англ. Climate Change). Такими газами є[джерело?]:
1. Діоксид вуглецю, СО2
2. Метан, СН4
3. Закис азоту, N2O
4. Гідрофторвуглецеві сполуки
5. Перфторвуглецеві сполуки
6. Гексафторид сірки, SF6

Наразі збільшення кількості парникових газів саме по собі не є критичним, проблему становлять зростаючі темпи їх збільшення, та створення енергетичного та теплового забруднення людьми.

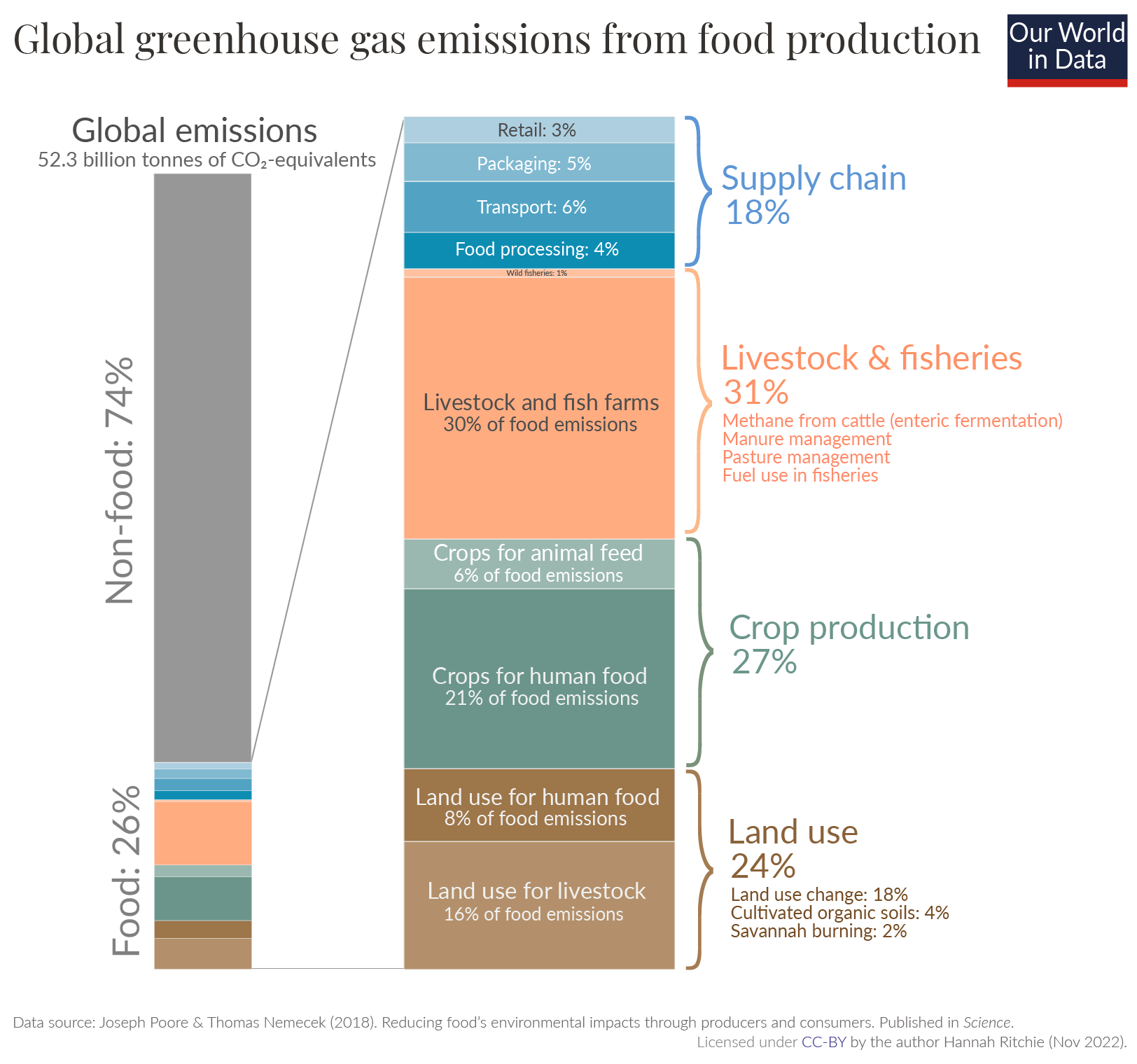
Глобальні викиди парникових газів від виробництва їжі (сільське господарство, харчова промисловість)

Навіть повний перехід на відновлювані джерела енергії не вирішить проблему глобального потепління повністю, адже велика кількість пасовищ що спричиняють викиди метану, та хімічні викиди інших сполук продовжать наносити велику шкоду екології, тому перехід на відновлювані джерела енергії потрібно поєднувати з комплексною модернізацією галузей промисловості та сільського господарства.

## Прямі викиди парникових газів

### Регіональний експеримент викидів
Протягом 2010—2019 років бразильський басейн Амазонки виділив 16,6 млрд тонн CO2, а поглинув — 13,9 млрд тонн. Використовуючи нові методи аналізу супутникових даних, розроблені в Університеті Оклахоми, міжнародна група дослідників вперше показала, що деградовані ліси є значнішим джерелом викидів CO2, ніж пряма вирубка лісів, що призводять до потепління планети.
За той же 10-річний період деградація, викликана фрагментацією, вибіркової вирубкою або пожежами, які пошкоджують, та не знищують дерева, викликала в три рази більше викидів, ніж пряме знищення лісів.
У басейні Амазонки знаходиться близько половини тропічних лісів світу, які більш ефективно поглинають і накопичують вуглець, ніж інші типи лісів. Якщо регіон стане джерелом, а не «поглиначем» CO2, боротися з кліматичною кризою буде набагато складніше.
Наземні екосистеми в усьому світі були вирішальним союзником в боротьбі з викидами CO2, які в 2019 році перевищили 40 млрд тонн.